# Liste der geschützten Landschaftsbestandteile im Landkreis Rottal-Inn
Im Landkreis Rottal-Inn gab es im Februar 2023 einen ausgewiesenen geschützten Landschaftsbestandteil.

## Geschützte Landschaftsbestandteile
| Laubwald in Reichenberg                        | BW | LB-00510 | Pfarrkirchen | ⊙ |  |  |
| Legende für Geschützter Landschaftsbestandteil |    |          |              |   |  |  |